# Saint Bonaventure (New York)
St. Bonaventure è un census-designated place (CDP) degli Stati Uniti d'America, situato nello stato di New York, nella contea di Cattaraugus.
Situata tra Allegany e Olean, ospita la Saint Bonaventure University.